# 尼特靈格王朝

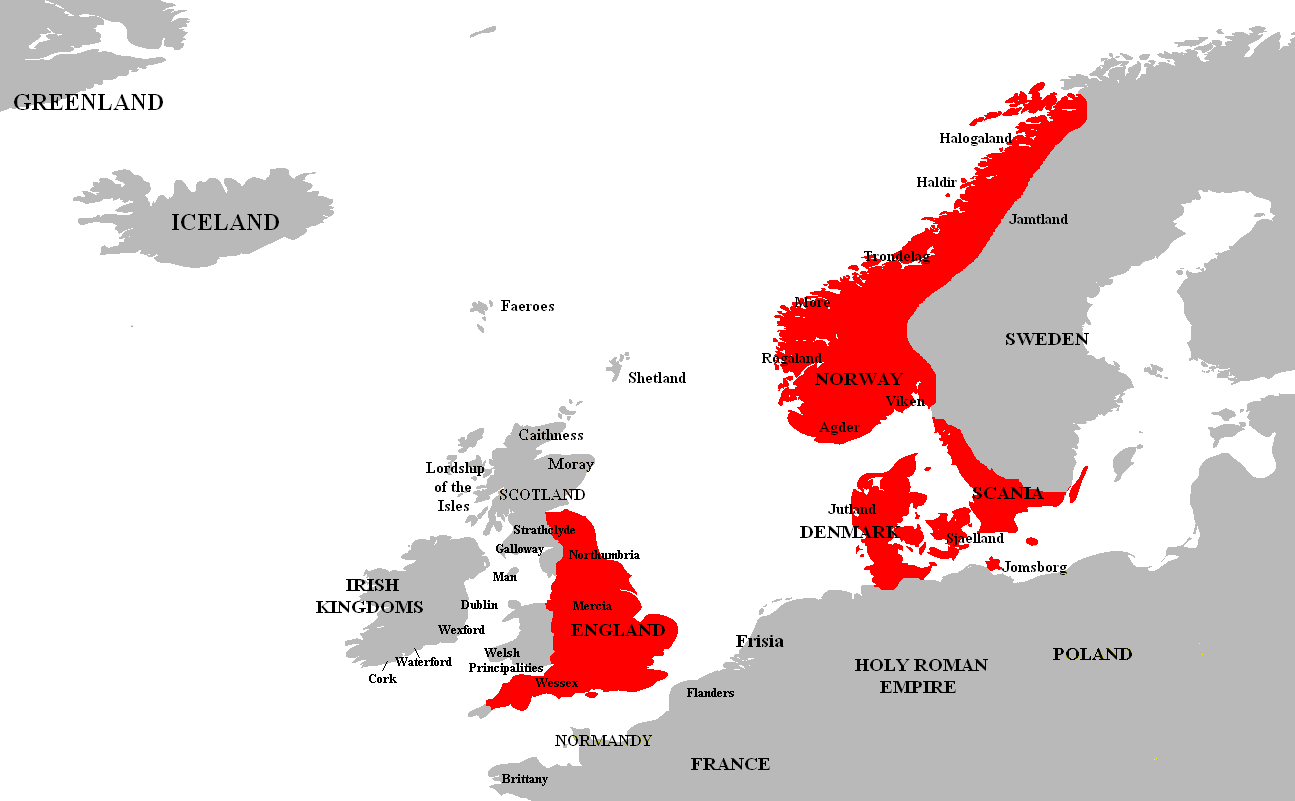
尼特靈格王朝的疆域在北海帝國時達到極盛。

尼特靈格王朝（英語：House of Knýtlinga，1013年-1066年），另有丹麥王朝、耶靈王朝、克努特王朝、高姆王朝、克尼特林王朝等名稱，是来自北欧的丹麦人在英格蘭所建的王朝，属于北海帝国的一部分。
尼特靈格王朝最早可追朔的君主是老戈姆(Gorm the Old)，Old被認為是丹麥君主制的傳統“元首”，根據不來梅的亞當所編纂的編年史記載，高姆是半神話傳說中的丹麥國王哈德克努特一世的兒子，“蛇眼”西居尔德的孙子。
王朝在克努特大帝統治時迎來全盛期，领土还包括斯科纳地区，势力范围东至爱沙尼亚，南至石勒苏益格和荷尔斯泰因公国。

## 相關王朝
丹麥王室並不區分早期丹麥國王不同王室的問題，9-11世紀時是使用老戈姆的血統，北歐三國的王位在金髮王朝、蒙索王朝、尼特靈格王朝三方聯姻繼承，1448年後，歐登堡王朝克里斯蒂安一世当选为丹麦国王国做為前後區別。
蒙索王朝（挪威語：Björn Järnsidas ätt），是一個瑞典原史時期的王朝，王朝於公元8世紀-公元9世紀的早期成員極多數是神話國王或半神話國王，而隨後於公元10世紀-公元11世紀的後代則皆為基於史料記載的國王，創立斯滕克爾王朝的斯滕克爾是蒙索王朝的女婿，後來的瑞典君主埃里克王朝亦是蒙索王朝的分支。
金髮王朝（挪威語：Hårfagreætta），挪威歷史上的一個王朝，建立者是金髮哈拉爾（即哈拉爾一世）。
哈德拉達王朝（挪威語：Hardrådeætta），是金髮王朝的分支，挪威歷史上的一個王朝，建立者是無情者哈拉爾（即哈拉爾三世），是金髮哈拉爾（哈拉爾一世）的曾曾孫。
吉勒王朝（挪威語：Gille dynasty），中世紀時期金髮王朝統治挪威的一個分支王朝，由哈拉爾·吉勒（Harald Gille，即哈拉爾四世），他宣稱自己是西居爾一世的兒子，並成功地通過神明裁判建立合法地位，通常挪威統治者不太可能提到吉爾王朝，這是現代歷史學家創造的一個術語。
斯韋雷王朝（挪威語：Sverreætten）是金髮王朝的分支，挪威內戰時期和蘇格蘭歷史上的一個王朝，建立者斯韋雷是哈拉爾·吉勒的孫子。
埃斯特里德森王朝，建立者斯文二世他的母親埃斯特里德·斯文德斯多塔是英格蘭、丹麥及挪威國王克努特大帝同父異母的妹妹，所以斯文二世選擇了埃斯特里德森(Estridsen)作為姓氏，北歐歷史上的一個王朝王朝，曾經出任三位瑞典國王，王朝在卡爾馬聯盟達到頂峰，曾統治丹麥、瑞典、挪威三國。

## 維京海盜傳奇
根據13世紀手稿《朗納爾·洛德布羅克的傳奇故事》記載，朗納爾是瑞典國王希格鲁德·金環的兒子。在北歐敘事詩《英雄的繼承故事》中記載，當國王瓦爾達去世後，他的兒子朗費爾繼承瑞典王位，而西蘭島的「戰牙」哈爾德成為丹麥國王後，征服了他祖父「遠航者」伊瓦爾統領過的土地。朗費爾死後，他的兒子希格鲁德·金環繼承瑞典王位，可能是「戰牙」哈爾德的下屬。8世紀中葉，這兩位國王率眾在今日的東約特蘭省一帶發生戰鬥，史稱「布屋瓦拉戰役」，最終「戰牙」哈爾德戰敗。西元770年左右，希格鲁德·金環統治了瑞典和丹麥，直到804年去世。他的兒子朗納爾·洛德布羅克繼承王位，「戰牙」哈爾德的兒子埃斯提恩·貝里則臣服於朗納爾，治理瑞典一塊領地，最後因叛變而被朗納爾的兒子處死。

### 维京时期（793-1047）
从8世纪到10世纪，丹麦人与挪威人和瑞典人一起被称作维京人，他们的殖民、袭击、贸易活动遍布整个欧洲。维京人在9世纪第一次经法罗群岛向西探索了冰岛，最终到达文兰。维京人在不列颠和西欧最为活跃，他们征服了英格兰、爱尔兰和法国。近代在丹麦发掘的盎格鲁-撒克逊硬币比在英格兰发掘的还多。
拉格納·洛德布羅克（古諾斯語：Ragnarr Loðbrók，意譯為「皮褲」拉格納）為8世紀至9世紀的維京人領袖，根據已知的維京時期史料、古諾斯詩歌、北歐传奇萨迦和冰島文學可知，他除了是北歐最著名的維京英雄之一，也曾經統治過丹麥和瑞典。根據這些傳統文獻，拉格納在9世紀時曾多次對西法蘭克王國（今法國）和盎格魯-撒克遜英格蘭（今英國）進行突襲，他最著名的事件是在845年3月大舉進攻巴黎，率領上百艘維京戰船與五千多名戰士從塞納河長驅直入城內劫掠，逼得西法蘭克王國國王禿頭查理繳納大量金銀作保護費。

#### 斯堪的納維亞基督教化（830-1164）[6]

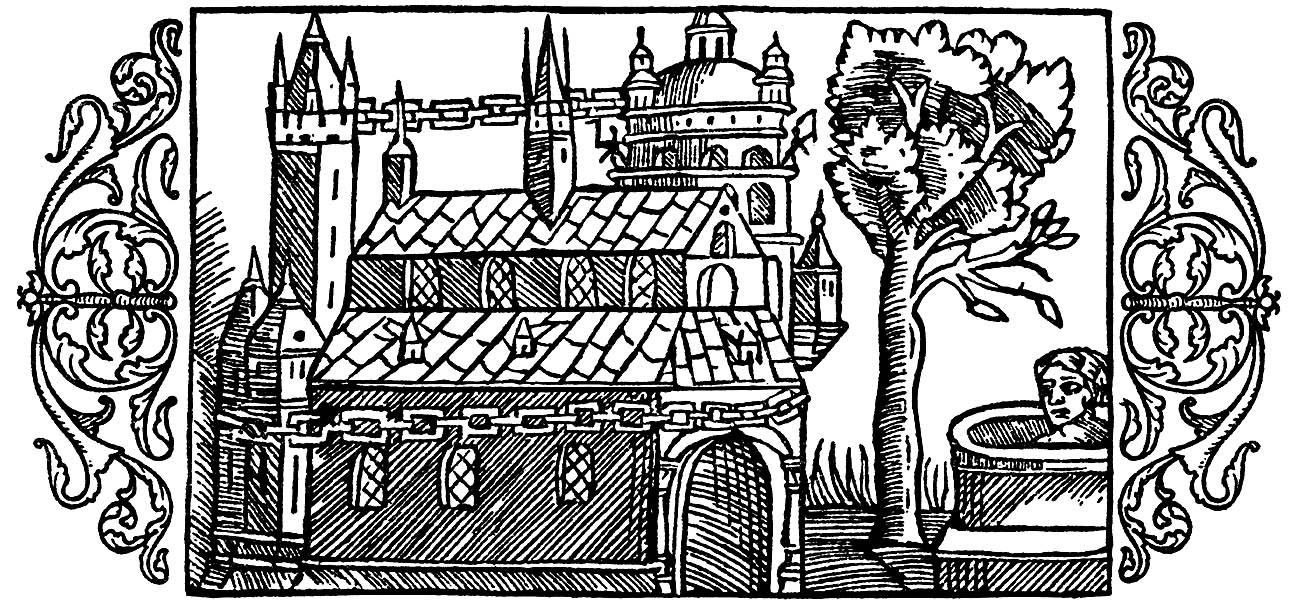
后世绘制的乌普萨拉神殿木刻版画

830年初，基督宗教（天主教）传入北歐地区的一些部落，北歐部落开始逐步放弃原始多神信仰（古北欧宗教），接受天主教信仰。丹麥1104年、挪威1154年和瑞典1164年，分別建立了自己的大主教管區，直接對教皇負責。
丹麥地區，根据耶灵石记载，哈拉尔一世在公元965年统一了丹麦，神聖羅馬皇帝奧托二世組建了一支由撒克遜人、法蘭克人、弗里斯人和溫德蘭人組成的強大軍隊，以對抗北歐異教徒丹麥人哈拉尔一世。奧拉夫參加了這支軍隊，因為他的岳父是溫德蘭國王，奧托二世的軍隊在石勒蘇益格附近長城的丹纳維奥克遇見丹麥國王藍牙哈拉爾德和在他轄下的挪威統治者哈康伯爵的軍隊。奧托二世的軍隊無法打破防禦工事，所以他改變了戰術，並帶著一支龐大的艦隊駛向日德蘭。奧托在那裡贏得一場大戰，並迫使哈拉爾德和哈康與他們的軍隊皈依基督教。奧托二世的軍隊隨後返回家園。哈拉爾德堅持他的新宗教，但哈康伯爵回家後便繼續崇拜古斯堪的那維亞宗教。
挪威地區以卡纽特大王统一了丹麦、英格兰和挪威长达30年，史称北海帝國。
瑞典地區以奥洛夫·舍特康努格受洗为开端，瑞典开始系统性地基督教化。这一过程持续100年左右，期间部分地区曾出现过反抗基督教化的起义。11世纪末，抵抗基督教化的古北欧宗教壁垒乌普萨拉神殿被勒令拆除，象征瑞典基督教化的基本完成。

### 丹麥國王
尼特靈格王朝從老戈姆948-1042年統治丹麥王國。
尼特靈格王朝統治丹麥期間，實施了新的軍事組織創新，建造了劃時代的環形堡壘建築，並監督丹麥的基督教化，發展了一種與後來的歐洲王國一致的王權模式，並參與了第一次斯堪的納維亞鑄造硬幣的活動。
根據安德烈斯·多巴特（Andres Dobat）的說法，尼特靈格王朝是陌生國王的一個例子，因為第一批統治者哈德克努特一世或戈姆很可能是來自外國的。
根據Sverre Bagge的說法，丹麥明確規範繼承規則的第一個跡象，發生在耶林王朝時期。

### 挪威國王
尼特靈格王朝從藍牙哈拉爾961年-1319年挪威王國。

### 英格蘭國王
尼特靈格王朝從八字鬍斯文1013-1014年，以及1016-1042年統治英格蘭王國。
首任完全征服英格蘭全境的君主是丹麥國王八字胡斯溫，他在1013年攻入英格蘭，擊敗英王埃塞爾雷德，開創了丹麥王朝，但僅僅一年後的1014年2月3日，斯韦恩去世後丹麥撤退威塞克斯王朝復辟。
1016年丹麥國王克努特征服英格蘭後，他在原諾森布里亞、麥西亞和東盎格利亞王國的原址上建立伯國，並親自管理威塞克斯。幾年後，他為他的英格蘭人心腹戈德溫創建了威塞克斯伯國，涵蓋了泰晤士河以南的整個英格蘭。在50年間，戈德溫和他的兒子哈洛德靠著富裕的威塞克斯伯國成為在國王之後英格蘭政界最有權勢之人。隨後在1066年，懺悔者愛德華去世後，哈洛德成為國王，將威塞克斯伯國重建為王國。同年，諾曼人征服英格蘭後廢除了各地的伯國，威塞克斯作為一個政治實體消逝於歷史的洪流之中。今天，威塞克斯成為地理名詞，一般指英國的多塞特郡。

## 尼特靈格王朝重返英格蘭
1469年，詹姆斯三世與帶有歐登堡王朝、霍亨索倫王朝、尼特靈格王朝血統的丹麥的瑪格麗特結婚，將尼特靈格的血統注入蘇格蘭王室斯圖亞特王朝。
1603年，蘇格蘭的詹姆斯六世繼承英國王位後，尼特靈格王朝的後代再次成為英格蘭的君主。
1658年9月30日，索菲娅在海德堡嫁给韋爾夫家族分支的布伦瑞克-呂讷堡公爵恩斯特·奧古斯特第一位汉诺威选帝侯，索菲娅在英国历史及英国王室血统问题上扮演重要角色。因為英國之前發生了嚴重的新教與天主教衝突，使得國會不再願意讓天主教徒擔任國王，因此英國的光榮革命使信天主教的詹姆斯二世被迫遜位，改迎他的信新教的外甥兼女婿威廉三世和女兒瑪麗二世為雙王。兩位國王沒有留下子女便過世，瑪麗女王的妹妹安妮女王繼位，也沒有成年子女。因此，為了解決王位繼承的危機，英國國會頒布了王位繼承法，將王位繼承權授予索菲婭所在的一系，就是為了確保新教國王的地位。索菲娅是英国汉诺威王朝及现代派生的温莎王朝继承英国王位的法定关键宗譜人物。她的外祖父是詹姆士六世及一世；她的舅舅是英格兰国王查理一世。
1. ↑  Gorm den Gamle （页面存档备份，存于） at Gyldendals Åbne Encyklopædi
2. ↑  . Harald Wartooth.   [2022-10-22]. （原始内容存档于2023-03-06）.
3. ↑  Magnusson 2008，第106頁.
4. ↑  Harrison 1993，第16頁.
5. ↑  Davidson 1980，第277頁.
6. ↑  . Christianization of Scandinavia.   [2022-10-23]. （原始内容存档于2023-04-02）.
7. ↑  Nora Berend. . Cambridge University Press. 2007-11-22: 179. ISBN 978-1-139-46836-7.
8. ↑  Philip, Schaff. . Delmarva Publications, Inc. 2015-03-24: 2103. GGKEY:3HDBZ5UAZRR.
9. ↑  Britannica Educational Publishing. . Britanncia Educational Publishing. 2013-06-01: 177. ISBN 978-1-61530-995-5.
10. ↑  . Stranger King.   [2022-10-23]. （原始内容存档于2023-03-28）.
11. ↑  . Sverre Bagge.   [2022-10-23]. （原始内容存档于2023-03-29）.